# 土木学会認定土木技術者
土木学会認定土木技術者（どぼくがっかいにんていどぼくぎじゅつしゃ）は、公益社団法人土木学会が認定する資格。
国土交通省により、公共工事に関する調査及び設計等の品質確保に資する技術者資格に登録されている。

## 区分
- 特別上級土木技術者資格
- 上級土木技術者資格
- １級土木技術者資格
- ２級土木技術者資格

## コース、資格分野
上級と1級には技術者の特性に合わせて2つのコースを設定
- コースA：実務経験のみならず筆記試験による分析的、総合的能力に関する評価に重点を置いたコース。
- コースB：実務経験に関する具体的な自己申告とそれに対する口頭試問による実務経験能力に関する評価に重点を置いたコース。

また、特別上級～1級には専門に応じて資格分野が設定されている
- 特別上級土木技術者資格
  - 鋼・コンクリート
  - 地盤・基礎
  - 流域・都市
  - 交通
  - 調査・計画
  - 設計
  - 施工・マネジメント
  - メンテナンス
  - 防災
  - 環境
  - 総合

- 上級土木技術者及び1級土木技術者（コースA）
  - 鋼・コンクリート
  - 地盤・基礎
  - 流域・都市
  - 交通
  - 調査・計画
  - 設計
  - 施工・マネジメント
  - メンテナンス
  - 防災
  - 環境

- 上級土木技術者及び1級土木技術者（コースB）
  - 鋼・コンクリート
  - 地盤･基礎
  - 河川・流域
  - 海岸・海洋
  - 都市・地域
  - 交通
  - トンネル･地下
  - 橋梁
  - 調査･測量
  - マネジメント
  - 防災
  - 環境・エネルギー

## 公共工事に関する調査及び設計等の品質確保に資する技術者資格
なお、これらの区分、コース、分野のうち、上記に登録されているのは
- 上級土木技術者資格コースA
  - 鋼・コンクリート、流域・都市、交通、地盤･基礎
- 上級土木技術者資格コースB
  - 鋼・コンクリート、河川・流域、海岸・海洋、トンネル･地下、橋梁、交通、地盤･基礎
- １級土木技術者資格コースA
  - 鋼・コンクリート、流域・都市、交通、地盤･基礎
- １級土木技術者資格コースB
  - 海岸・海洋、河川・流域、トンネル･地下、橋梁、交通、

## 受験資格
- 特別上級土木技術者資格
  - 実務経験年数が17年以上
  - 原則として上級土木技術者資格を持っていること。

- 上級土木技術者資格、1級土木技術者資格
  - 実務経験要

- 2級土木技術者資格
  - 誰でも受験できる

## 資格取得の流れ
- 特別上級土木技術者資格 ：口頭試問（東京のみ）
- 上級土木技術者資格、1級土木技術者資格
  - コースA：筆記試験（札幌、仙台、東京、名古屋、大阪、東広島、高松、福岡）＋口頭試問（東京のみ）
  - コースB：口頭試問（東京のみ）
- 2級土木技術者資格：CBT(プロメトリックの各試験センター）